# Kildebjerg (Assens Kommune)
 For alternative betydninger, se Kildebjerg. (Se også artikler, som begynder med Kildebjerg)
Kildebjerg er en 101 m høj bakke på Vestfyn nord for Skallebølle.
Lige syd for bakken, ved E20 mellem Middelfart og Odense, ligger motorvejsrastepladserne, der har taget navn efter bakken. På nordsiden er der en Q8-tankstation og på sydsiden en Circle K (indtil 2016 Shell). Disse to tankstationer er de eneste tankstationer direkte ved motorvejen på Fyn. På nordsiden er der en Roadhouse-restaurant.